# Зенино (усадьба)
Зенино — усадьба, расположенная в деревне Марусино городского округа Люберцы Московской области на левом берегу реки Пехорки в 20 километрах от МКАД по Рязанскому шоссе.
Усадьба Зенино неоднократно перестраивалась, меняя название и владельцев. На рубеже XVII—XVIII веков она принадлежала стольнику дворецкому Н. И. Бутурлину, который воздвиг в селе деревянную и впоследствии упразднённую Знаменскую церковь, затем его сестре княжне А. И. Долгоруковой и её наследникам, А. И. Головиной. С 1737 года владельцем усадьбы была княгиня Т. Д. Шаховская и её муж генерал А. И. Шаховской.
Спустя время «Карнеево с Троицким соединил» выдающийся полководец, граф Пётр Александрович Румянцев-Задунайский. После смерти Петра Александровича село принадлежало его сыновьям Николаю и Сергею. В эти годы «самые августейшие особы» бывали здесь не раз. В 1827 году имение было продано генералу Н. А. Дивову, мужу внебрачной дочери С. П. Румянцева Зенаиды Сергеевны Кагульской, которая и была фактической собственницей. Усадьба в 10 десятин получила название «Зенина ферма» (сокращённо Зенино) по имени Зенаиды Дивовой. В эти годы была создана нынешняя усадьба. Бурное развитие имения произошло именно в период владения имением Зенаидой Сергеевной Дивовой в 1830—1860 годах.

В 1860 году Зенино купила купчиха Александра Ивановна Шелапутина, но уже в 1866 году она продала имение Ивану Ивановичу Шаховскому, который так же, как и Дивова, значительно его преобразил. Шаховской был последним частным владельцем усадьбы Зенино, при нём архитектурный облик основных зданий усадьбы практически не меняется. За это время имение существует по новым капиталистическим законам, на свободных участках, на небольшом расстоянии от жилой зоны усадьбы, многие дачи строятся для сдачи в аренду и лесоводство. В 1910 году Шаховской продаёт Зенино Московской городской управе, которое в дальнейшем развернуло бурную строительную деятельность.
В 1914 году здание было перестроено по проекту архитектора Зиновия Ивановича Иванова и приобрело вид неоклассицизма. На протяжении XX века оно принадлежало пионерскому лагерю, психоневрологическому интернату. В 1970-х годах здание было заброшено, а затем в конце XX века стало восстанавливаться. С 2014 года принадлежит Инвестиционной группе компаний ASG.

## История

### I этап: 1623—1827
Согласно проведённой в 2018 году историко-культурной экспертизе по заказу главного управления культурного наследия Московской области, первое упоминание содержится в писцовой книге 1623 года. В то время имение называлось Карнеево. Окольничий А. В. Измайлов являлся владельцем усадьбы, но в 1634 году после его казни она была передана в наследство стольнику (впоследствии боярину) В. В. Бутурлину. После его смерти имение перешло к его сыну И. В. Бутурлину. По состоянию на 1646 год в сельце было «5 крестьянских дворов, а людей в них 15 человек». В 1698 году была построена деревянная церковь Знамения Богородицы.
В 1706 году владелицей имения стала дочь Ивана Васильевича Бутурлина княжна Анна Ивановна Долгорукова, жена князя Петра Михайловича Долгорукова. На этот период приходится строительство деревянного барского дома. В 1709 году в селе числилась церковь с дворами попа, дьячка и пономаря, «в вотчинниковом дворе 2 человека, да за двором конюхов и деловых 8 человек, двор мельников (2 человека), 7 крестьянских дворов, в них 26 человек».
Все они принадлежали роду Долгоруковых до 1728 года, когда князь Владимир Петрович Долгоруков продал их Анне Ивановне Головиной, вдове Матвея Головина, к которой они были отправлены в 1731 году. В 1737 году село было продано Татьяне Дмитриевне Шаховской, вдове князя Алексея Ивановича Шаховского.
В 1767 году имение Карнеево принадлежало Наталье Алексеевне Пассек, унаследовавшей его от своего брата, князя Николая Алексеевича Шаховского. По состоянию на 1768 год деревянный господский дом ещё существовал, в селе насчитывалось 30 крестьянских дворов. В 1776 году была упразднена обветшавшая церковь.
В 1775 году усадьба была куплена фельдмаршалом графом Петром Александровичем Румянцевым и вошла в состав его обширного имения Троицкое-Кайнарджи. Этот период стал для имения периодом расцвета. Из скромной усадьбы оно превратилось в роскошную загородную резиденцию видного екатерининского дворянина.
После смерти графа П. А. Румянцева-Задунайского в 1796 году владельцем имения стал его сын Николай Петрович Румянцев. В 1827 году имение было продано его братом Сергеем Петровичем генерал-майору Николаю Андреяновичу Дивову (1781—1869) — мужу внебрачной дочери С. П. Румянцева — Зенаиды Сергеевны Дивовой (урождённая Кагульская; 1811—1879), которая и стала фактической собственницей имения.

### II этап: 1827—1910
После приобретения усадьбы Николай Андриянович вместе с женой Зенаидой Сергеевной сразу же приступил к работе по реконструкции и отделке усадебного комплекса. С этого периода обширная усадьба стала называться «Зенино». Вся территория вокруг барского дома и других построек была разбита на несколько участков.
Зенаида Сергеевна потратила много сил и средств на развитие Карнеева. Река Пехорка текла с севера на юг по имениям Троицкое и Зенино. Поэтому З. С. Дивова начала с её расчистки, строительства мостов и плотин. Далее последовало строительство хозяйственных построек и строительство господского дома на левом берегу Пехорки. Напротив дома появились два острова, которые соединялись с берегами с помощью мостов. Для пшеницы, ржи, овса, ячменя, проса и прочего были выбраны наиболее сухие места для посева. Из бутового камня, который добывался на собственной каменоломне в Бушевом, была построено пятиверстное шоссе, которое покрыло всю усадьбу. Виноград, ананас, персик, абрикос, слива плодоносили в пяти кирпичных теплицах, а для вишен и черешен были предназначены два «воздушных» сарая. Содержались коровы, козы, овцы. Часть племенного скота закупалась за границей, оттуда даже приглашали скотоводов. Хозяйство получило название «Зенинская ферма». Сегодня в этих местах сохранился большой камень-валун с надписью «Граница Зенинской фермы».
В связи с предстоящим освобождением крепостных крестьян владелица З. С. Дивова в 1860 году продала имение дочери своего арендатора Александре Ивановне Шелапутиной, навсегда покидая эти места. З. С. В память о П. А. Румянцеве-Задунайском Дивова увезла в своё дачное имение Соколовку монумент, который стоял в Зенино на площадке напротив дома вместе с дорогой цепью, висевшей на специальных чугунных столбах.
За время владения А. И. Шелапутиной в «Зенино» почти ничего не изменилось, разве что богадельня и некоторые другие постройки были превращены в дачи. В целом всё благоустройство усадьбы Зенино остался как и при прежней хозяйке. Новая владелица не смогла справиться с хозяйственными трудностями переходного периода, и после ряда конфликтов с крестьянами в 1866 году Шелапутина продала имение чиновнику Ивану Ивановичу Шаховскому, который владел усадьбой до 1910 года. К 1866 году были утрачены три строения, включая монумент в память Румянцева-Задунайского. Это означало утрату ранее созданного ансамбля, сочетавшего главный усадебный дом со служебными и хозяйственными флигелями, партером с акцентным монументом. Три утраченных здания не были восстановлены, были совершены безуспешные попытки найти и вернуть монумент. Окружающий главный дом и флигель, весь английский парк с его постройками остался нетронутым.

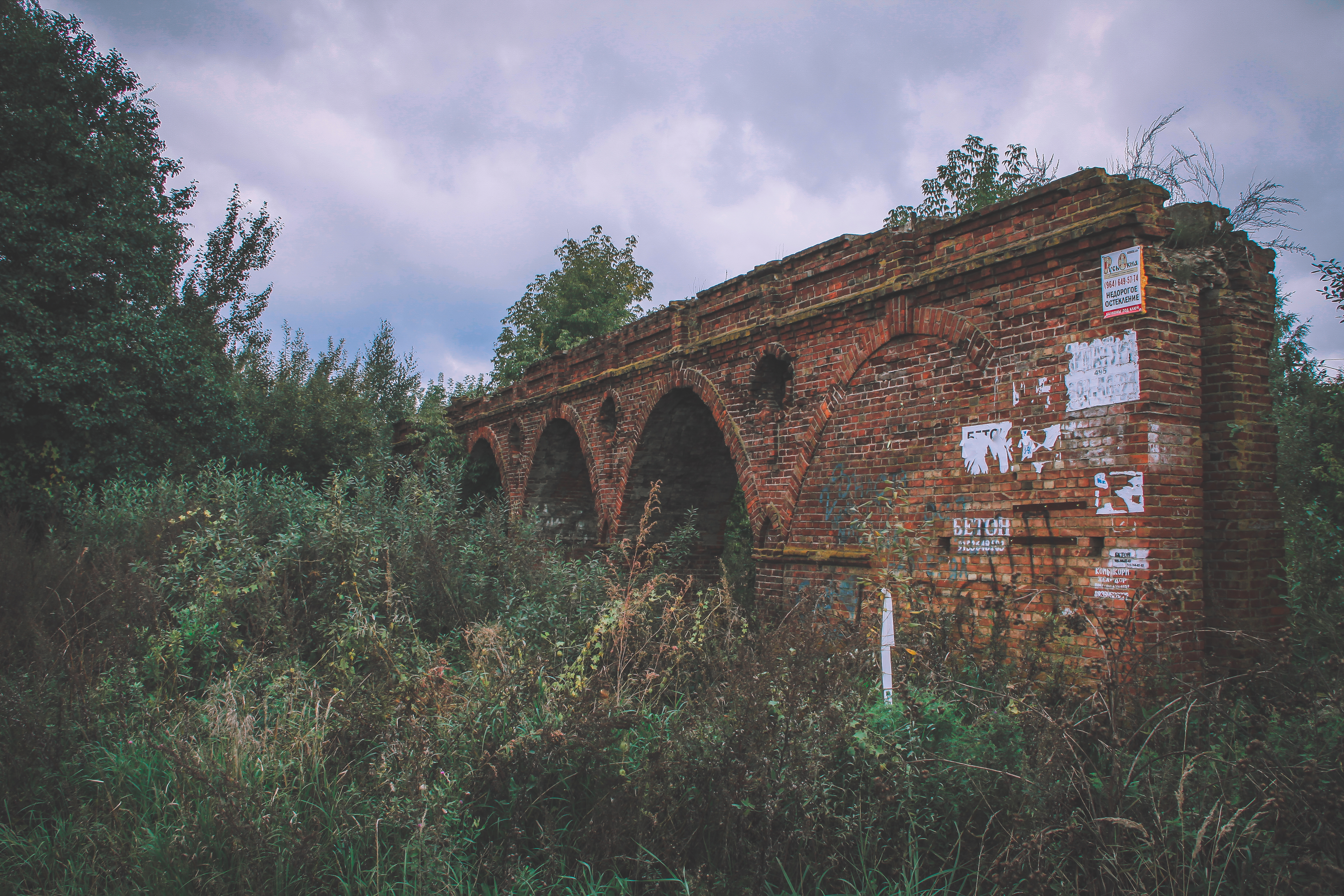
Акведук, 2016 год

С приходом Шаховского имение снова преобразилось, несколько построек внутри были оборудованы под дачи. Со строительством железных дорог с юга страны в Москву стали привозить более дешёвые фрукты, хлеб и овощи, выращивание которых на месте стало нерентабельным. Убирались оранжереи, но количество дач увеличивалось. В 1880 году сгорела Авдеевская мельница на реке Пехорке, а в 1889 году — Хлыстовская мельница. Шаховской ликвидировал ферму и мельницы, разобрал скотный двор, который был построен ещё при З. С. Дивовой на сумму не менее 100 тысяч рублей ассигнациями, и переключился на лесное хозяйство, сдавал дома под дачи. Новый помещик слыл крепким и прижимистым хозяином, который сделал платным даже рыбалку в Пехорке и сбор ягод и грибов. В то же время Шаховской заботился о сохранности памятников усадьбы.
30 сентября 1910 года И. И. Шаховской продал имение Зенино Московской городской управе, издав за свой счёт историческое сочинение о своём уже прежнем владении. Московская управа передало усадьбу городскому канализационному управлению, которое, обустроившись в ней, развернуло бурную строительную деятельность. За это время был перестроен главный дом, возведены акведук, водонапорная башня и множество различных хозяйственных построек. Высокий левый берег реки Пехорки, скрытый за деревьями, и очаровательные уголки природы постоянно привлекали в эти места отдыхающих.

### III этап: 1910—1970
В 1910 году Московская городская управа создала комиссию из опытных инженеров, работавших в области канализации Москвы. Комиссией было проведено большое количество изыскательских и проектных работ, в результате которых был подготовлен доклад с указанием земель, пригодных для новых орошаемых полей. Управа постепенно выкупила земли, прилегающие к усадьбе Зенино.
В 1914 году было основано большое Люберецкое имение общей площадью 1858,3 десятин. Московская городская управа передала вновь созданный участок с усадьбой Зенино Управлению городской канализации с целью устройства водосброса для канализации Москве, то есть «поля орошения», которые переоборудуют всю территорию, и перестроила все здания и сооружения под свои нужды.
Управление городской канализации, разместившееся на новой территории, развернуло бурную строительную деятельность. Именно в это время архитектор Зиновий Иванович Иванов значительно перестроил главный дом и внутреннюю планировку флигеля. На территории усадебной жилой зоны строились школа, водонапорная башня и различные хозяйственные постройки. На некотором удалении от бывшей жилой зоны объекта строились: рабочий посёлок, больница (прямо напротив главного дома), административный корпус, акведуки и виадуки из кирпичей с клеймом «П. И. Милованова» — с завода Пелагеи Ивановны, основанного в 1875 году её мужем Д. О. Миловановым. З. И. Иванов построил здание для электростанции с невысокой башней. Частично сохранившиеся амбарные постройки также использовались для нужд Управления городской канализации.
К 1911—1914 годам относится и капитальная перестройка главного дома под богадельню. В тот период изменена внутренняя планировка, деревянный верхний этаж заменён каменным с бревенчатым завершением стен из четырёх венцов на уровне венчающего карниза, фасады получили декоративное убранство в стиле неоклассицизма, аналогичную оформлению школы и других зданий усадебной территории. При приспособлении здания под квартиры была изменена его внутренняя планировка, установлены новые бетонные лестницы. Позже здание неоднократно перестраивалось, и от облика усадьбы XIX века ничего не осталось.
С 1914 по 1917 год в казармах на территории усадьбы работал военный госпиталь. К 1930 году системы аэрации и орошения уничтожили, а усадебный парк частично вырубили. Готическую часовню и ряд построек разобрали.

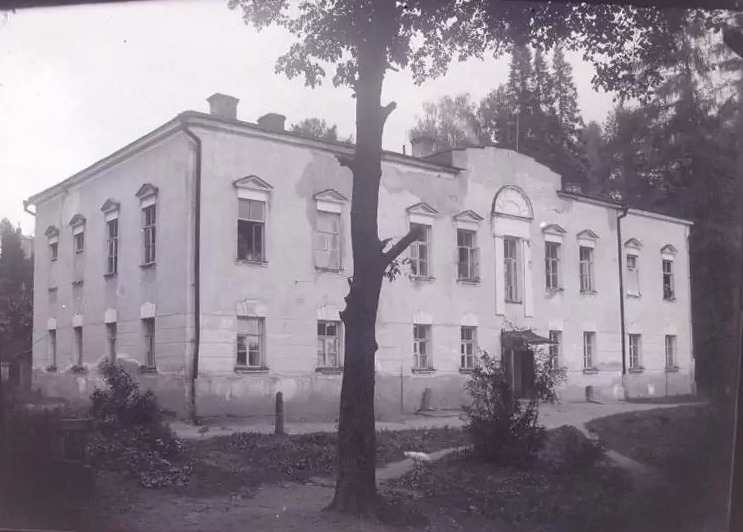
Главный дом. Общий вид. 1935 год

В конце 1940-х годов между главным домом и флигелем на месте исторической булыжной мостовой, разделявшей постройки и партер, было возведено одноэтажное кирпичное здание, а также строились несколько деревянных зданий в центре партера и в парке. Постройки размещались без систем и какого-либо композиционного рассмотрения, преследовалось лишь утилитарное расположение и интерес к предоставлению новых площадей для пионерского лагеря. Примерно в это же время на ранее выложенную с восточной стороны жилой зоны усадьбы дорогу из бутового камня было положено асфальтовое автомобильное шоссе.
В период советской власти до 1961 года на территории усадьбы Зенино был организован пионерский лагерь для детей и служащих «люберецкой станции аэрации», однако в связи с решением преобразования зенинской больницы в противотуберкулёзную (была расположена практически напротив главного усадебного дома) пионерский лагерь перевезли в деревню Барыбино.
В 1965 году на территории бывшей жилой зоны усадьбы был открыт Люберецкий дом ветеранов труда и инвалидов, в котором проживало до 105 человек. В 1970 году решением Московского областного отдела социального обеспечения дом-интернат был преобразован в Люберецкий психоневрологический интернат.

### IV этап: 1970—2014
В 1970—2011 годах на территории прежней жилой зоны имения находится психоневрологический интернат. Территория стала ещё более изолированной и скрытой от посторонних глаз. В годы девятой пятилетки, проводившейся с 1970 по 1975 года, уже на территории психоневрологического интерната, помимо зданий, оставшихся от пионерского лагеря, были построены здания и сооружения для самих нужд интерната. Появились гаражи с детскими площадками, производственные цеха, хозяйственный двор, где выращивали кроликов и свиней. Уцелевшее кирпичное парковое здание было приспособлено под ТЭЦ, обеспечивающую интернат. Пейзажный парк в этот период разросся и превратился в неиспользуемый густой лес. Отмечено, что в парке было довольно много лиственницы сибирской, посаженной как группами, так и рядами, тополя белого, рябинника рябинолистного; несколько экземпляров пихты сибирской. В парке были высажены ряды караганы древовидной, спиреи дубравколистной, а также имелись боярышники разных видов, большое количество сирени обыкновенной и клёна татарского. Под пологом деревьев находилась фиалка душистая. В парке также росли местные виды и единичные деревья вяза гладково, ели, сосны, дуба и берёзы, встречался клён остролистный, ясени. У реки росли ивы и ольха серая. Травяной покров в парке был преимущественно разнотравно-злаковый, местами лесной.
В 1970-х годах главный дом имения, по-видимому, окончательно пришёл в упадок и долго не использовался. По фотографиям, найденным в одном из корпусов диспансера, видно, что памятник архитектуры находился в плачевном состоянии. Главный дом усадьбы хотели реконструировать, это свидетельствуют фотографии и некоторые проектные документы, составленные в 1989 году Центром НТТМ МООиУ «Авангард». Фотографии были сделаны уже после начатой, но незавершённой реконструкции. На схемах нарисованы правое и левое крылья второго этажа, выполненные из современных материалов (газобетонных блоков и силикатного кирпича) и частично оштукатуренные. Здание явно находилось не в процессе ремонта, а в заброшенном состоянии.
В 1970-е годы были созданы проекты расширения флигеля и здания школы проектным бюро «Мособлжилремстройпроект», но ни один из них так и не был реализован. Из этих проектов следует, что проектная документация разрабатывалась в соответствии с потребностями психоневрологического диспансера для последующего размещения в зданиях столовой, душевых и многих других хозяйственных помещениях.
В начале 1990-х годов была утрачена готическая часовня. Также были отмечены утраты деревьев, высаженные при З. С. Дивовой ещё в XIX веке и тщательно поддерживаемых в период владения И. И. Шаховского, таких как сосна веймутова, ясень.
В 2003 году был разработан эскизный проект ГУП «Мособлремонтстройпроект» по расширению главного дома в обе стороны с пристройкой трёхэтажных объёмов и надстройкой мансардного этажа. Этот проект также не был реализован по неизвестным причинам, но, возможно, согласование в министерстве культуре проект не прошёл из-за того, что все объекты уже были внесены в список памятников архитектуры. За последние 5-10 лет здание главного дома оштукатурено, сделана его крыша, установлены современные пластиковые оконные блоки. Здание «стало ничем не привлекательно и своим внешним обликом не цепляет глаз».
В период с 2011 по 2014 год на территории жилой зоны усадьбы располагалась одна из баз МЧС России.

### V этап: с 2014
Объект «Зенино» — пятый объект культурного наследия, право аренды которого выиграла Инвестиционная группа компаний ASG в открытом конкурсе. В рамках программы губернатора Московской области Андрея Воробьёва «Усадьбы Подмосковья», направленной на обеспечение воссоздания и сохранения объектов культурного наследия Московской области, 31 августа 2014 года состоялся аукцион, и компания-победитель — группа компаний ASG — арендовала усадьбу на 49 лет с условием обязательной реставрации.
В 2015 году в усадебном комплексе Зенино появилось электроснабжение.

## Описание и архитектура

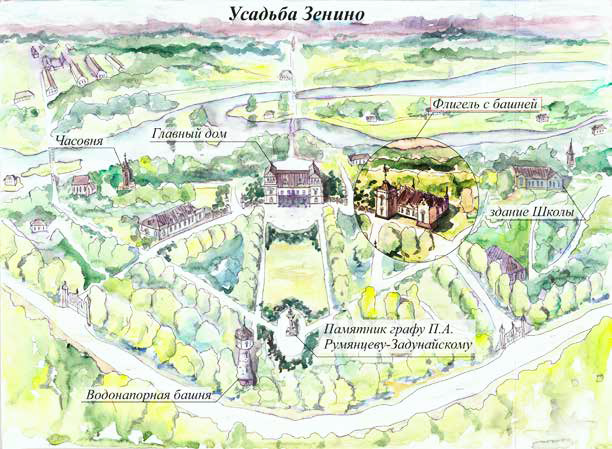
Комплекс усадьбы Зенино с обозначением основных объектов

На территории имения сохранились три объекта культурного наследия — главный дом, флигель с башней и здание школы. Все они имеют различные стилистические особенности. Усадьба Зенино почти никогда не выступала как объект исследования, так как в её зданиях располагались учреждения закрытого типа — психоневрологический диспансер и база МЧС России. Натурные исследования построек на территории бывшего интерната весьма затруднены, а уцелевшие объекты серьёзно искажены и частично утрачены.
В 1918 году инженер П. Дурилин, изучавший и описывавший подмосковные предместья и дачи, писал:
Нельзя не упомянуть про имение Зенино кн. Шаховского с веселыми березовыми рощицами и ярко-зелеными лугами, с чудным пестрым ковром из цветов… Разнообразные леса и чудные луга со множеством цветов своею красотою вдохновляли художника Левитана, жившего здесь…

### Главный дом
Двухэтажное здание с цокольным этажом — главный дом — общей площадью 886,1 м² полностью утратило декор. В плане здание имеет прямоугольное очертание размерами 13×27 м. Высота от уровня земли до конька крыши составляет ~ 12 м. Оно стоит с плоскими фасадами, дефективной крышей и перебитыми окнами. Штукатурка сорвана, кирпичные стены с многочисленными заваленными и переложенными отверстиями голые. Кирпичная кладка перемешана с белокаменной кладкой и бетонными перемычками, врезанными в стены. Перекрытия выполнены из ребристых бетонных плит, часть наружных стен выполнена из силикатного кирпича, установлены пластиковые окна. Судя по облицовке стен, главный дом был построен на основе раннего, уже стоявшего строения, возможно возведенного ещё в XVII—XVIII веках.
Уже в XXI веке над одноэтажными объёмами над боковыми крыльями были надстроены вторые этажи из современных материалов (силикатный одинарный кирпич и пеноблоки на цементно-песчаном растворе), а также была выполнена чердачная крыша. В главном доме частично заменены перекрытия на железобетонные плиты по металлическим балкам, но при этом частично сохранен потолок 1900-х годов, например, в лестничной клетке с метлахской плиткой.
Описание главного (барского) дома из архивных источников:
Наибольший интерес и наибольшую ценность… представляет, разумеется, барский дом. Выстроен он был в итальянском стиле, с большими окнами, и состоял из трех этажей (кроме подвального, где имелся колодец с хорошей водою), причём нижний этаж был каменный, a верхние два – деревянные; сверху донизу весь он был оштукатурен. По обеим сторонам его находились площадки с цветниками и здесь же, на довольно высоком берегу Пехорки, приступили к устройству парка... В 10 саженях от главного барского дома выстроен был другой дом, одноэтажный, из своего бутового камня, высокий, с готическими окнами, с большим подвалом, предназначенным для склада вина, провизии, булочной и проч. К одной стороне этого здания была пристроена башня, двухэтажная, тоже каменная; внутри башни деревянная лестница приводила на крышу, откуда открывался широкий вид на окружающее пространство, причем виднелся даже верхний конец креста на колокольне Симоновского монастыря в Москве.

#### Главный дом в эпоху Румянцевых
Исходя из полевых исследований территории и объектов был сделан вывод, что центральная часть сохранившего главного дома относится к периоду владения усадьбой Румянцевых. Квадратный в плане двухэтажный объём был выполнен из бутового камня с подвалом, вероятно, в конце XVIII века. По периметру второго этажа хорошо видны полукруглые термальные окна, установленные позже. В подвале видны следы снесённых стен, что свидетельствует о серьёзной перепланировке.
На первом этаже идёт ряд длинных прямоугольных проёмов с белокаменными перемычками, расположенными ровно под полукруглыми окнами. Центральные части белокаменных стен обильно покрыты керамическим кирпичом XIX века. Скорее всего, объект входил в состав имения Троицкое-Кайнарджи графа Румянцева-Дунайского. Это был один из гостевых домов Румянцева для многочисленных гостей графа.
Графическая реконструкция показывает фасад и то, как объект мог выглядеть в XVIII веке. Аналогами этого дома могут служить главные дома усадьбы Городня и усадьбы Братцево.
Исходя из ряда аналогов и исторического описания местности «Корнеево», в планировочной структуре усадьбы не было четкого построения строительного ансамбля. Вероятнее всего, здание из белого камня имело не очень большой жилой объём и несколько деревянных хозяйственных и хозяйственных построек. Первоначальный жилой объём белокаменной постройки был небольшим, около 500 м² (постройка состояла из двух этажей и подвального помещения) и, скорее всего, предназначался для отдельного проживания гостей графа Румянцева или был охотничьим домиком. Второе предположение основано на историческом определении территории, внесенной в список как лесная территория, населенная различными видами животных.

#### Подробный обзор главного дома
Архитектурные исследования на территории главного дома проводились в 2014—2015 годах и включают обмеры, фотофиксацию, выполнение шурфов и зондажей. В ходе архитектурной исследований был выполнен ряд детальных обследований сохранившихся в интерьере здания кирпичных стен. Обследование и шурфы на фасадах позволили выявить архитектурные особенности отдельных частей объекта, расположение и конфигурацию первоначальных оконных и дверных проёмов, а также ранее разрушенных архитектурных элементов. На восточном и северном фасадах были обнаружены арочные дверные проемы. Уточняется, что прямоугольные окна по периметру северного и южного крыльев здания одновременно с закладкой арочных проемов в начале XX века были пробиты. Об этом свидетельствует цементный раствор, идентичный раствору на здании школы 1910-х годов. Размеры проемов соответствуют композиции неоклассического фасада, зафиксированного на исторических фотографиях.
На северном и южном крыльях первого этажа были обнаружены два изначально симметричных прямоугольных проема в белокаменном обрамлении, а также части стен из разных материалов в разные периоды существования объекта. При осмотре помещений второго этажа над боковыми крыльями на внутренних стенах были выявлены два арочных оконных проема, которые, вероятно, были выполнены в XVIII веке при первоначальном объёме белокаменного здания. Арочные проемы были заложены примерно в начале XIX века с добавлением к конструкции правого и левого крыльев.
В начале XX века были пробиты прямоугольные проемы с клинчатыми перемычками. В настоящее время в стенах установлены вмонтированные для усиления современные двутавровые балки, по стенам уложены железобетонные плиты перекрытия.
На наружных стенах центрального белокаменного объёма пробиты прямоугольные оконные проемы. По остаткам белокаменной стены исследователями был сделан вывод о более ранних арочных проемах в наружных стенах, перенесенных в начале XIX века. Эти арочные проемы значительно меньше аналогичных проемов в перпендикулярных стенах с северной и южной сторон белокаменного центрального остова.

На западном фасаде от первого до второго этажа были обнаружены первоначальные две арочные ниши из бутового камня. На первом этаже отчётливо виден оконный проём с лучковой перемычкой и след треугольного сандрика, расположенного над оконным или дверным проемом на фасаде здания. В начале XX века под лучковой перемычкой из бутового камня возвели клинчатую перемычку, тем самым изменив размеры проёма на прямоугольные. На втором этаже ниша отделана арочным окном, которое читается в интерьере. В начале XIX века окно было заложено с прямоугольным проёмом в связи с обновлением фасадов. В конце XX века прямоугольный проём XIX века заменили кладкой четырёх рядов кирпича выше уровня подоконника.

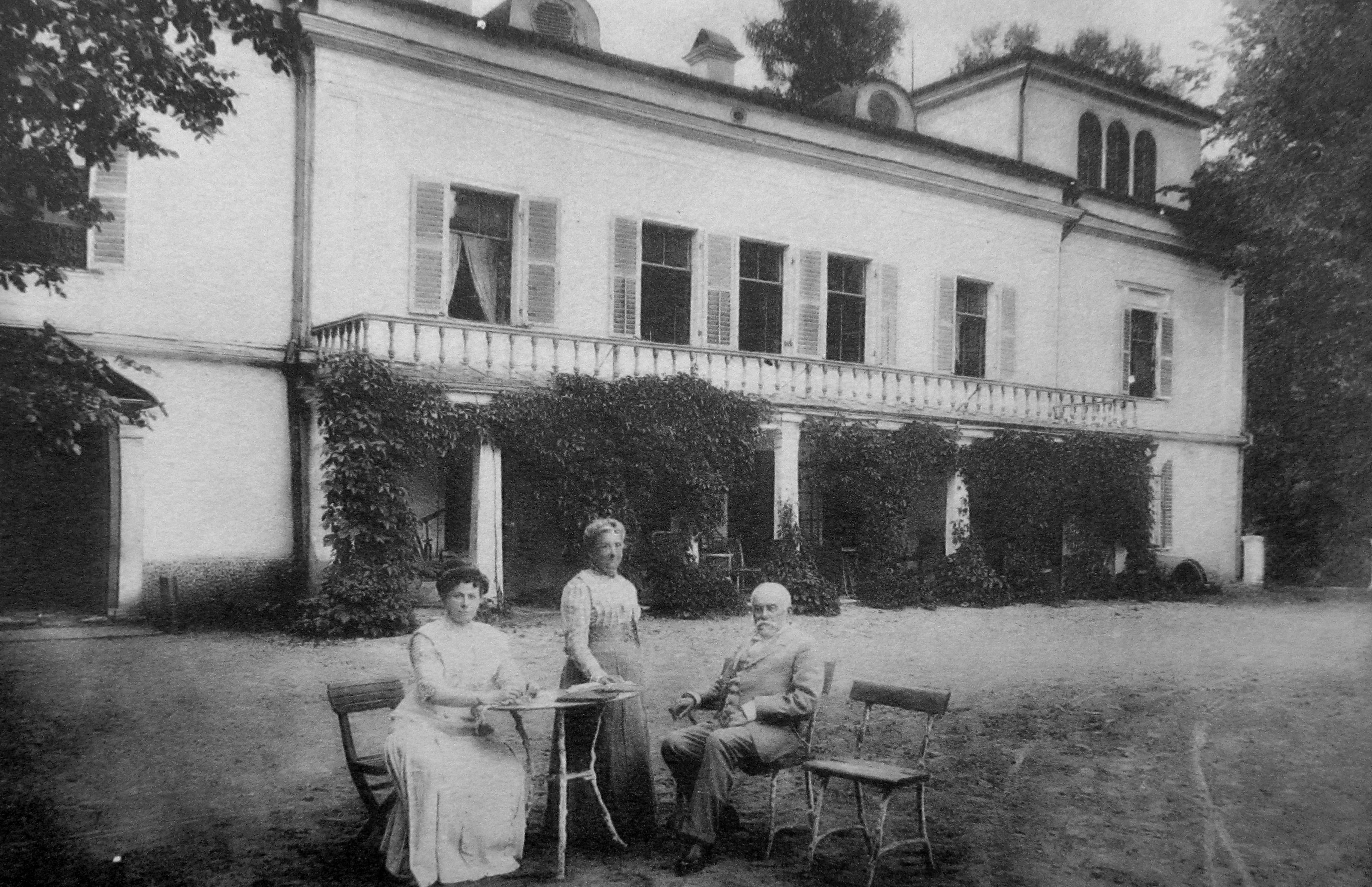
Иван Иванович Шаховской с женой Людмилой Дмитриевной на фоне барского дома усадьбы Зенино

В результате осмотра места дома и сопоставления установленных сроков строительства с владельцами усадьбы в разное время исследователям удалось выделить 5 основных периодов существования главного дома усадьбы Зенино:
1. Белокаменное двухэтажное кирпичное здание с подвалом (конец XVIII — начало XIX веков), расположенное в настоящее время в центральной части объекта.
2. К белокаменному объёму пристроены два крыла с крупными арочными проемами, заложены арочные окна второго этажа, изменена конфигурация кровли (начало XIX века). Боковые одноэтажные крылья сложены из керамического кирпича, что подтверждает их строительство позже строительства центральной белокаменной части. Внешний вид этого объёма зафиксирован на гравюре неизвестного автора 1830 года, найденной в ходе историко-архивных исследований.
3. К вышеуказанным объёмам надстраиваются: над боковыми крыльями второй этаж и антресоли в виде прямоугольных объёмов (середина XIX века). Второй этаж, как и антресоли, скорее всего, был деревянным, это сказалось на том, что от него не осталось следов после пожара. Фасад скромно украшен классическими элементами, антресоли имеют арочные окна, отражающие арочные проемы боковых крыльев. Главным свидетельством существования данного периода является фотография А. И. Шаховского с изображением всего объёма дома. Вероятно, что именно А. И. Шаховской перестроил дом в стиле дачного прованса. Хотя главный дом усадьбы Зенино был перестроен, он сохранил черты дачного строительства XIX века. Боковые пристройки второго этажа и башни над ними выполнены из дерева, что характерно для этого периода. О том, что главным домом усадьбы Зенино стала большая дача, свидетельствует и наличие балкона с деревянными перилами, деревянные ставни и крыльца.
4. Владение территорией усадьбы Московской городской управой (начало XX века). Тогда исчезли деревянные антресоли и, скорее всего, резко поменялась планировочная структура объекта. В центральной части были устроены две лестницы, сохранившиеся до наших дней. Архитектурный декор на фасаде полностью изменился на неоклассический, большинство проемов растёсано и заложено. Этот период запечатлен на советских фотографиях и на ряде чертежей позднесоветских проектных документов.
5. Текущее состояние главного дома (конец XX века и начало XXI века). В этот период главный дом был полностью обезличен. На объекте были заменены перекрытия большими железобетонными плитами, фасады лишились следов декора более ранних периодов, над домом соорудили крышу амбарного типа. Боковые крылья второго этажа вновь были возведены из силикатного кирпича и газобетонных блоков, а часть оконных и дверных проемов заложена и растёсана.

Территория усадьбы в разное время принадлежала более чем 15 хозяевам, что сказалось на её облике — каждый вносил свои изменения, исходя из потребностей и нужд. В то же время архитектурный образ главного дома развивался и дополнял предшествующие периоды вплоть до начала XX века. После этого происходит коренное изменение планировочной структуры и внешнего вида здания.

#### Проект реставрации
Проект реставрации главного дома особняка Зенино — концепция сохранения всех периодов строительства, а также возвращение достойного архитектурного облика памятнику архитектуры регионального значения, опираясь в основном на сохранившуюся фотографию И. И. Шаховского, который был последним частным владельцем усадьбы Зенино.
Проектом было запланировано проведение следующих следующих реставрационно-восстановительных работ:
- разобрать позднюю кровлю, левое и правое крыло второго этажа, выполненные из современных материалов, не соответствующих историческому облику здания;
- по архивным фотографиям восстановить утраченные объёмы левого и правого крыльев второго этажа из кирпича, над ними восстановить утраченные прямоугольные деревянные антресоли;
- восстановить двускатную кровлю над центральной частью;
- на кровле восстанавливаются кованые декоративные элементы: дымовые трубы с дымниками; на фасады устанавливаются металлические водосточные трубы;
- на восточном фасаде: восстановить утраченные участки стен второго и третьего этажей; восстановить историческую геометрию дверных и оконных проёмов, согласно проекту реставрации, с закладкой кирпичом поздних проёмов; на оконные проёмы установить деревянные ставни; восстановить двускатный навес на колоннах над арочным входным проёмом; в центральной части здания восстановить террасу с балясником на восьми прямоугольных колоннах; устройство пандуса; устройство лестницы в подвал под террасой; заложенные оконные проёмы первого этажа по обе стороны от центрального входа превратить в ниши; выполнить профилированные карнизы и межэтажные пояски; на кровле двух бельведеров установить металлические шпили; устройство двух круглых окон на кровле согласно историческому фото.
- на южном фасаде: восстановить утраченные участки стен второго и третьего этажей; восстановить историческую геометрию оконных проёмов, согласно проекту реставрации; на оконные проёмы установить деревянные ставни; восстановить профилированный сандрик на кронштейнах над центральным окном второго этажа; по первому и второму этажу восстановить пилястры, фланкирующие фасад; установить над приямками арочные козырьки; выполнить профилированные карнизы и межэтажные пояски; на кровле установить металлический шпиль; устройство слухового окна для проветривания кровли;
- на западном фасаде: восстановить утраченные участки стен второго и третьего этажей; восстановить историческую геометрию дверных и оконных проёмов, согласно проекту реставрации, с закладкой кирпичом поздних проёмов; на оконные проёмы установить деревянные ставни; в центральной части здания восстановить террасу с балясником на четырёх прямоугольных колоннах; выполнить профилированные карнизы и межэтажные пояски; на кровле двух бельведеров установить металлические шпили; устройство двух круглых окон на кровле согласно историческому фото; в центральной белокаменной части здания по обе стороны от входа выполнить демонстрационные зондажные раскрытия.
- на северном фасаде: восстановить утраченные участки стен второго и третьего этажей; восстановить историческую геометрию дверного и оконных проёмов, согласно проекту реставрации, с закладкой кирпичом поздних проёмов; на оконные проёмы установить деревянные ставни; восстановить двускатный навес на колоннах над арочным входным проёмом первого этажа; восстановить профилированный сандрик на кронштейнах над центральным окном второго этажа; по первому и второму этажу восстановить пилястры, фланкирующие фасад; установить над приямками цокольного этажа арочные козырьки; выполнить профилированные карнизы и межэтажные пояски; на кровле установить металлический шпиль; устроить слуховое окно для проветривания кровли.

#### Проект приспособления
Проект приспособления памятника в первую очередь определяется особенностями объёмно-планировочной структуры главного дома и интегрированием функции этого здания в общую структуру реставрируемого комплексного объекта.
Концепция дальнейшего использования здания главного дома усадьбы Зенино основана на гостиничных, административно-хозяйственных и культурных функциях с организацией, включающей в себя залы для проведения различных выставок, конференций и других культурно-деловых мероприятий. В проекте указано, что объект станет функционировать в составе многофункционального туристического комплекса усадьбы Зенино, сочетающего в себе музейную, гостиничную, деловую и досуговую составляющие.
В проекте указано, что на первом этаже здания планируется разместить ресторан на более чем сто посадочных мест. При обустройстве ресторана в первую очередь учитывалась заложенная в проекте реставрации планировочная структура, предусматривающая открытие нескольких исторических входных проемов, что позволит использовать внутренние залы как одновременно, так и по отдельности. Посередине сохранился лестничный марш, возведенный в свое время в богадельне, который, согласно проекту, будет использоваться как парадная для загрузки второго этажа; в качестве служебной будет использоваться небольшая лестница с западной стороны, ведущая с цокольного этажа на антресольный. В проекте отмечается, что на первом этаже также будут санузлы, гардероб и доготовочная.
Отмечается, что на втором этаже разместят помещения универсального назначения, используемые под экспозиции, переговоры и прочее, которые также можно использовать для банкетов и семинаров. Также будут кулуарные комнаты-бюро для бесед и встреч более приватного характера. На этаже также расположены санузлы и служебное помещение с подъёмником на первый и подвальный этажи, что позволит при необходимости использовать помещение под ресторан.
На цокольном этаже расположена кухня, а в северной части сохранился тепловой узел. В центральной части здания был устроен вход в подвал с восточной стороны, для чего вдоль восточной стены были устроены два обнаруженных в ходе исследований исторических проёма, а также были обнаружены части утраченной лестницы под центральным крыльцом. В проекте написано, что на цокольном этаже разместят кабинет шеф-повара, сервировочную, горячий цех с моечной кухонной посудой, мясо-рыбный, кондитерский, холодный, овощной цеха, кладовую барной продукции, кладовые сухих продуктов, холодильные и технические камеры, а также санузлы, душевые, гардеробные, комнату отдыха для персонала.
Чердачный объём с боковыми антресолями полностью воссоздан по историческим фотографиям и вмещает четыре современные гостевые комнаты с санузлами, а также большую гостиную общего пользования. На этаже предусмотрены два служебных помещения. Сохраняется лестничный марш с западной стороны дома. Для разделения внутреннего пространства основного дома участка используются легкие перегородки из гипсокартона.

### Флигель с башней
Одноэтажное здание в центральной части усадьбы с цокольным этажом и готическими окнами — сохранившийся флигель с башней — общей площадью 433,9 м² расположено в 35 метрах от главного дома. Объект оштукатурен, декора практически нет, на фасаде расположены арочные окна. Есть высокий цокольный этаж с сохранившимися кирпичными сводами. Здание состоит из прямоугольного основного объёма и двух примыкающих небольших объёмов по периметру.
В 2014 году при первичном обследовании здания специалистами ИГК ASG о ценности и уникальности объекта говорили только подвальные помещения с сохранившимися сводами и большими арочными окнами. Само же здание было значительно искажено и перестроено. Башня на флигеле частично утрачена, но её местонахождение несложно определить по историческим фотографиям и полевым исследованиям. Имеется ещё одна небольшая башня, в которой расположен вход в цокольный этаж. Скорее всего, её верхняя часть также была разрушена. Оставалась непонятна логика расположения окон восточного фасада. Было отмечено, что планировочная структура «слабо читалась», и что архитектура здания была полностью уничтожена и спрятана за толстым слоем штукатурки.
По историческим описаниям и фотографиям видно, что флигель построен в так называемом псевдоготическом стиле, однако в настоящее время этот старинный стиль не используется в здании. Вероятно, что возле флигеля находилась часовня, выполненная в готическом стиле, точное местонахождение которой до сих пор не установлено.

#### Подробный обзор флигеля

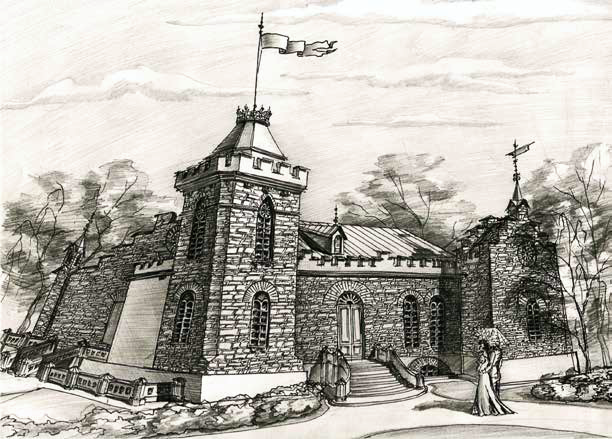
«Флигель усадьбы Зенино». Графика 2015 года

В процессе осмотра флигеля с башней, проведённым Инвестиционной группой компаний ASG, выяснилось, что весь он сложен из известняка, а перемычки над окнами сделаны из керамического кирпича. При этом была заметна визуальная разница между кирпичными перемычками нескольких окон. Разница проявлялась в насыщенности цвета кирпича и раствора между ними. В процессе поиска объяснений на стенах также были обнаружены загадочные угольные надписи, говорящие о периоде строительства или реконструкциях постройки. Все цифры высечены на тёсаных известковых камнях, помещенных между арочными окнами.
Было получено объяснение ранее неразумного расположения арочных проемов и их связи с внутренней планировкой. В результате визуального анализа фасада была выявлена его первоначальная композиция, неизвестная ранее. Арочные окна на фасадах относятся к разным временам, но выполнены в едином стиле. Первоначальную симметричную композицию с центральным трёхчастным окном можно наблюдать на вычерченном зондажном раскрытии восточного фасада. Трёхчастное окно окружено двуарочными окнами, отличающимися насыщенным цветом перемычек и тёсаным известковым камням между ними. Композиция западного фасада также симметрична и без труда читается, единственное изменение заключается в закладке к оконному проему крупного арочного дверного проёма.
Было отмечено, что главный вход располагался с западного фасада, выходящего на основную дугообразную ось имения. На северном фасаде обнаружились две пары первоначальных, спаренных арочных окон, а центральное было пробито уже позднее. Уже в советское время к южному фасаду был пристроен прямоугольный газобетонный объём, скрывающий исторический фасад со ступенчатым щипцом во всю стену. В верхней части щипца находится круглое окно, вдоль первого этажа — трехчастное окно (в настоящее время боковые прямоугольные проемы заложены, центральное окно используется как дверной проём). Кирпичная пристройка между основанием башни и основным объёмом, скорее всего, является конструкцией XIX — начала XX веков.
В исследовании отмечается, что все внутренние стены были выполнены при реконструкции здания и пробивки новых арочных окон. Об этом свидетельствуют стыки, разные приемы кладки известняковых блоков, выполненные не в перевязку с наружной стеной. Внутренние стены переходят в оригинальные трехсекционные окна, ввиду чего часть проёмов была заложена. После визуального осмотра больших арочных перемычек подвала снаружи здания был сделан вывод, что они были выполнены в разное время, и что, скорее всего, реконструкция окон нижнего этажа была связана со строительством новых сводов, поскольку планировочная структура двух этажей одинакова.
Был сделан вывод, что флигель с башней имеет как минимум пять строительных периодов. Первоначальная планировка этого объекта неизвестна, возможно, он использовался как своеобразный зал для различных торжеств. Графическая реконструкция для первого периода строительства дает представление о том, как выглядел объект до сверления последующих проёмов.

#### Проект реставрации
Проект реставрации флигеля с башней преследует сохранность всех строительных периодов флигеля с башней и восстановление архитектурного облика памятника.
В рамках проекта реставрации памятника архитектуры было отмечено сохранение всех исторических напластований на фасадах, чтобы визуализировать историческую ценность объекта, при этом было уточнено, что существующая планировочная структура будет сохранена, а закладные окна, входящие в стыки с внутренними стенами, останутся в виде ниш, что позволит представить оригинальный дизайн фасадов. Стены и поздние перемычки предлагалось покрыть специальными реставрационными составами на известковой основе, а сбитые кирпичи восстановить на первоначальных оконных перемычек.
В проекте также отмечено, что реконструкция утраченного слоя башни с флагштоком позволит завершить архитектурную композицию объекта и восстановить его утраченный силуэт. Малую башню предлагалось завершить ступенчатым щипцом с пинаклей. Пинакли и фиалы украшались краббами, крестоцветами и шпилями. Западный фасад берет на себя функцию парадного, так как выходит на полукруглую главную дорогу, ведущую к основным объектам имения. Предлагалось, что в историческом месте будет парадная лестница, окаймлённая двумя башнями, посередине фасада; также было предложение завершить прямоугольные пилястры восточного фасада остроконечными башнями, а над карнизом разместить зубцы, аналогичные вершине башни.
Указано, что судя по историческим фотографиям предстоит очистить окна восточного фасада, лестницы и стёкла подъезда. В планах проекта была объявлена южная терраса на месте советской пристройки. Также указано, что выход на террасу будет восстановлен в историческом районе через кирпичный переход, соединяющий башню и основной объём, и что в конце пиков будут установлены шпили и флюгеры, которые придадут флигелю завершённый вид. В проекте реставрации отмечено, что в малой башне целесообразно сохранить лестницу с высоким прямоугольным входным проемом начала XX века. Проект указывает на то, что ещё один вход в подвал будет устроен через стрельчатую заложенную нишу в основании большой башни.

#### Проект приспособления
Проект приспособления памятника определяется, прежде всего, особенностями объёмно-планировочной структуры объекта и интеграцией функции этого здания в общую структуру усадебного комплекса. Большим подспорьем для авторов проекта реставрации стала гравюра 1830 года, на которой изображён флигель с башней и с большим развевающимся флагом.
В проекте приспособления расписано, что первый и второй этажи будут работать независимо друг от друга. Это связано со сводами цокольного этажа во всех помещениях, не допускающих вертикальных связей между первым и вторым уровнями. Указано, что на первом этаже будет располагаться заведение, напоминающее «трактир» с высоким кирпичным сводом, что не противоречит историческому назначению здания (раньше на нижнем этаже флигеля находился винный погреб, о чём свидетельствуют исторические данные).
Отмечено, что в южной части будет кухня-доготовочная и хозяйственные помещения. Кухня с полным циклом готовки будет расположена в подвале главного дома. В «трактир» можно будет попасть по двум лестницам через большую и малые башни. На втором этаже дома будет культурный центр. Универсальные залы смогут трансформироваться из конференц-залов в выставочно-экспозиционные помещения. В проекте запланированы сменные выставки Большого собрания изящных искусств ASG. В холлах будут воссозданы интерьеры в готическом стиле с деревянными панелями, которые подчеркнут внешний вид здания, а также защитят открытые участки каменных стен. Достопримечательностью всего участка станет реконструированная смотровая башня с винтовой лестницей.

### Школа
Третий уцелевший объект на территории усадьбы — школа, общая площадь которой составляет 502,3 м². Здание одноэтажное, построено в стиле неоклассицизма в 1910—1914 годах Московской городской управой. Обе стороны здания окружены более поздними пристройками и обшиты деревянными досками. Несколько кирпичных двускатных крыш утрачены. Объект практически неузнаваем, но структура планировочного коридора осталась прежней. Рядом со зданием школы находится круглый фонтан, который, вероятно, был открыт одновременно со школой. На исторических фотографиях, взятых из паспорта памятника, можно проследить, как выглядел объект до его обстройки с двух сторон поздними объёмами.

#### Подробное описание
Цоколь кирпичный, низкий. Размер кирпича 26(26,5)х12,5(13) х7(7,5) см, система кладки цепная на сложном низкокачественном растворе. Здание имеет асимметричную планировочную композицию, в основе которой лежит вытянутый и осложненный ризалитами и раскреповками прямоугольник. Ризалиты небольшой пристройки расположены попарно на протяженных фасадах. Торцевые стенки обработаны раскреповкой.
Внутренняя планировка здания в настоящее время основана на коридорном принципе. Коридор проходит вдоль всего здания по его продольной оси и состоит из капитальной стены на западе и перегородки на востоке. Поперечные перегородки делят интерьер на отдельные помещения в соответствии с членением протяженных фасадов. В основе пространственной конструкции — невысокий призматический объём с низкой крышей. Ризалиты и балки фасадов имеют щипцовые завершения, возвышающиеся над карнизом основного объёма. Ризалиты и раскреповки разных размеров, их асимметричность, фасады, заканчивающиеся фронтонами и балюстрадами, придают строению фасадов элемент живописности и разнообразия.

Стены обработаны монотонным ленточным рустом. Окна с горизонтальными перемычками (за исключением арочного окна на северной торце) без наличников. Над ними в северном ризалите восточного фасада расположены профилированные полки. В южном ризалите того же фасада над окном находится декоративный замок. Штукатурная тяга проходит над окнами северного ризалита западного фасада. Карниз, венчающий стены, кирпичный с сильным выносом, без профилировки. Его поддерживают металлические кронштейны, скрытые под штукатуркой. Декор фасадов здания имеет много общего с оформлением других построек больничного городка, расположенного на бывшей территории усадьбы Зенино на противоположной стороне от проезжей части. Первоначальная отделка в интерьере не сохранилась.

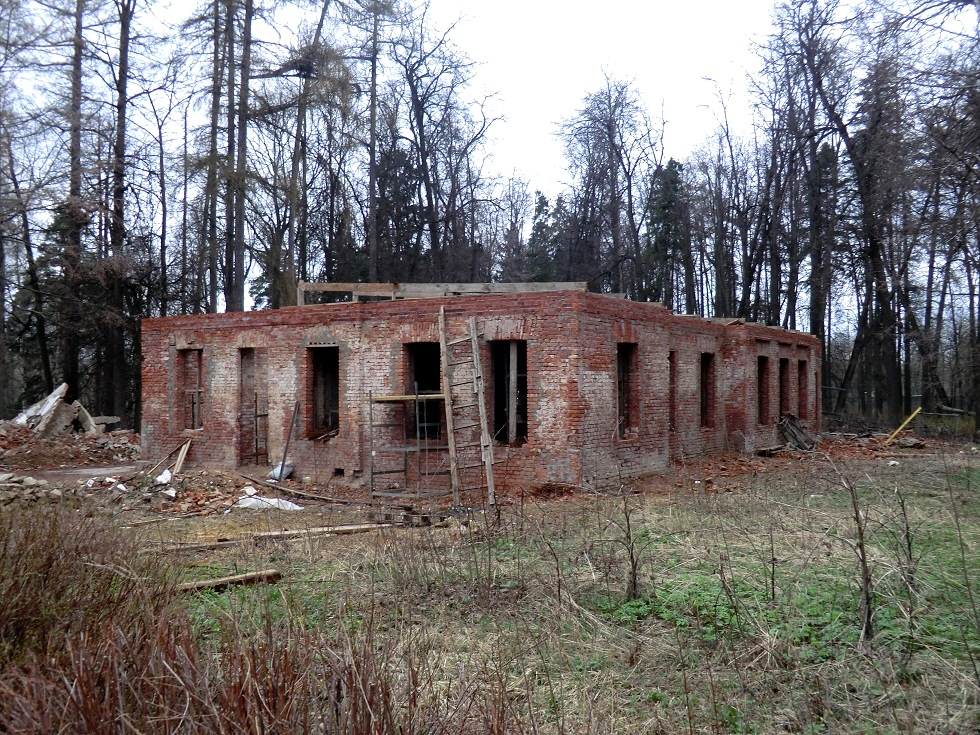
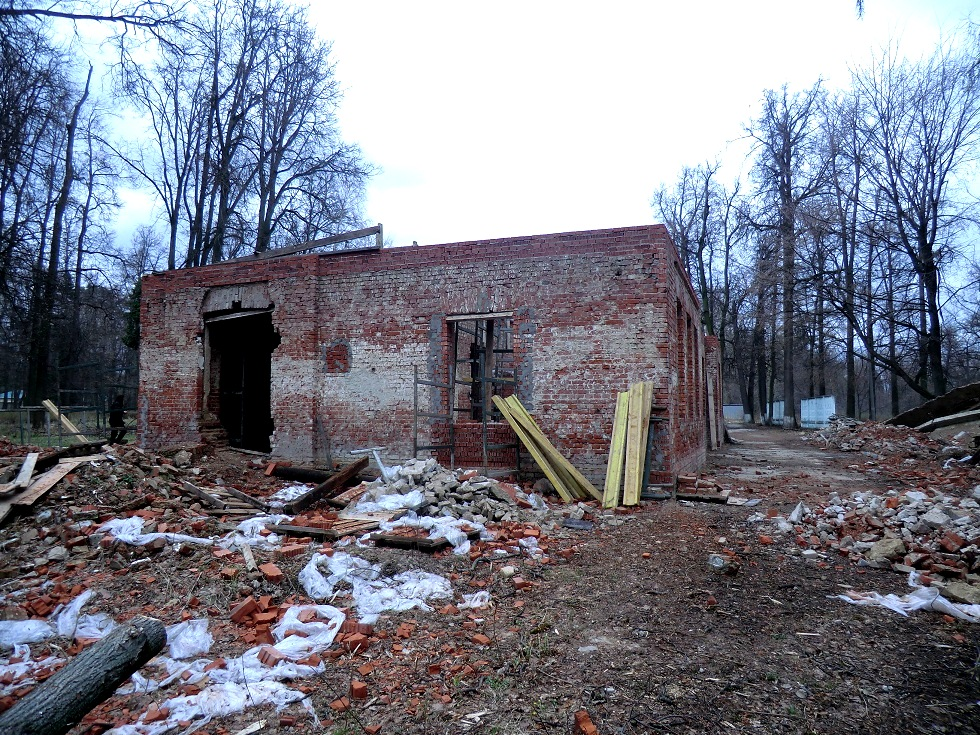
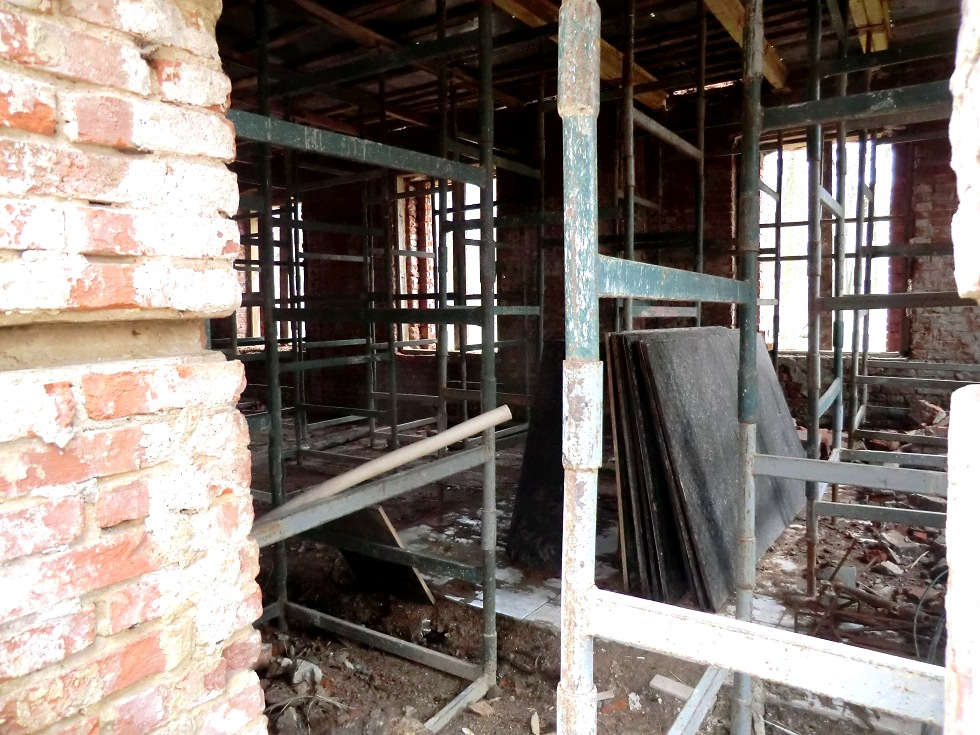
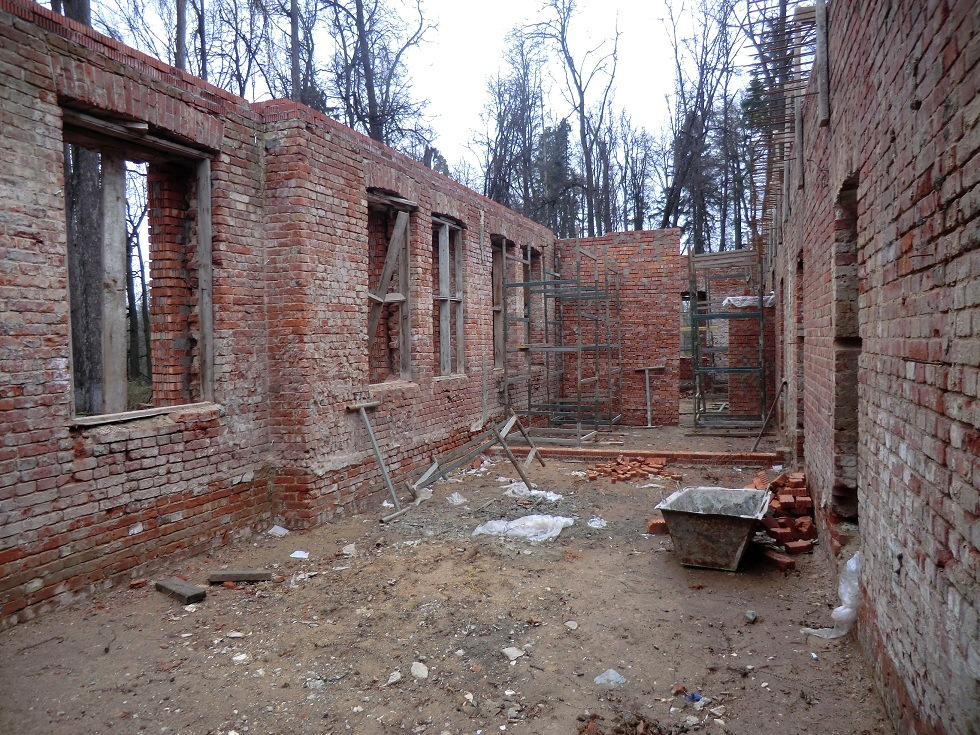
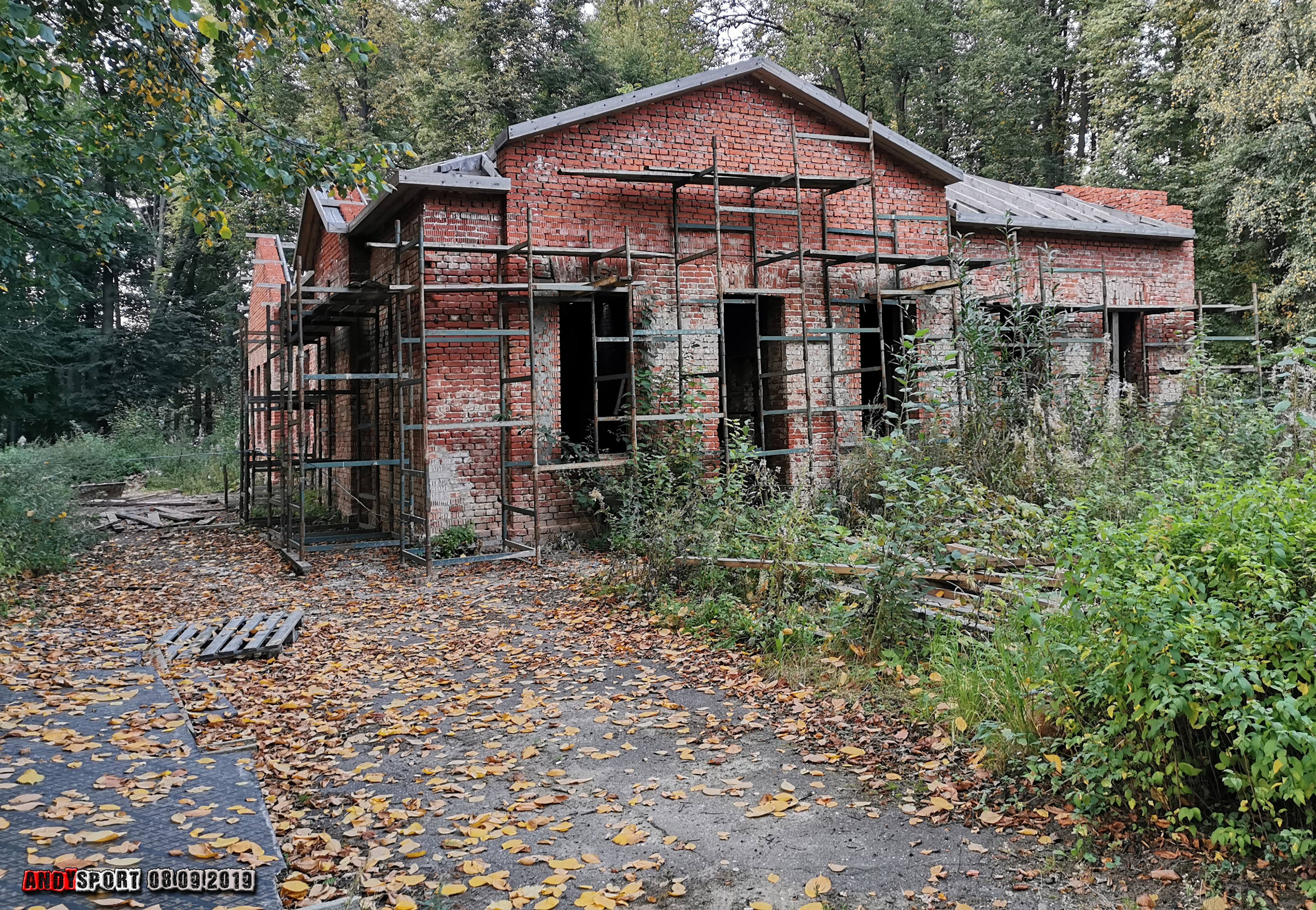
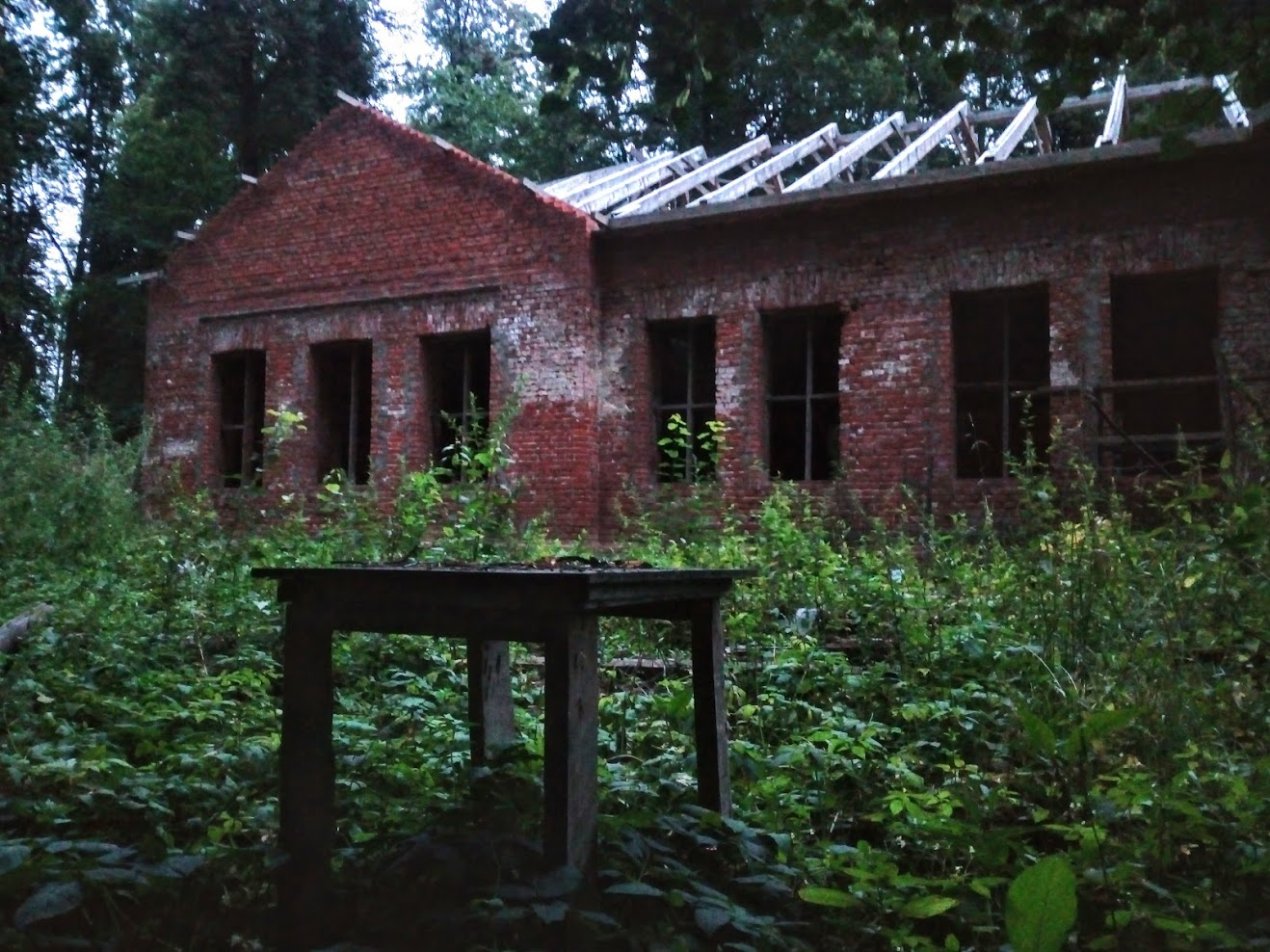

### Пейзажный парк
Обширный пейзажный парк состоит из смешанных пород деревьев по берегам реки Пехорки — лип, вязов, кедров, берёз, тополей белых, лиственниц.

## Список владельцев усадьбы
| №  | Фотография                    | Владелец                                     | Период владения | Графическая реконструкция главного дома усадьбы Зенино |
| -- | ----------------------------- | -------------------------------------------- | --------------- | ------------------------------------------------------ |
| 1  |                               | окольничийА. В. Измайлов                     | 1623 (?) — 1697 |                                                        |
| 2  |                               | стольникН. И. Батурлин                       | 1628—1705       |                                                        |
| 3  |                               | княжнаА. И. Долгорукова                      | 1706—1727       |                                                        |
| 4  |                               | вдова стольника М. А. ГоловинаА. И. Головина | 1728—1736       |                                                        |
| 5  |                               | княжнаТ. Д. Шаховская                        | 1737—1766       |                                                        |
| 6  |                               | поручицаН. А. Пассек                         | 1767—1775       |                                                        |
| 7  |                               | графП. А. Румянцев-Задунайский               | 1775—1796       |                                                        |
| 8  |                               | графН. П. Румянцев                           | 1796—1827       |                                                        |
| 9  |                               | дворянкаЗ. С. Дивова                         | 1827—1859       |                                                        |
| 10 |                               | купчихаА. И. Шелапутина                      | 1860—1866       |                                                        |
| 11 |                               | статский советникИ. И. Шаховской             | 1866—1910       |                                                        |
| 12 |                               | Московская городская управа                  | 1910—1927       |                                                        |
| 13 | Управа городской канализации  | 1928—1930 (?)                                |                 |                                                        |
| 14 | Пионерский лагерь             | 1930 (?) — 1961                              |                 |                                                        |
| 15 | Дом ветеранов труда           | 1965—1970                                    |                 |                                                        |
| 16 | Психоневрологический интернат | 1970—2011                                    |                 |                                                        |
| 17 |                               | База МЧС России                              | 2011—2014       |                                                        |
| 18 |                               | Инвестиционная группа компаний ASG           | с 2014          |                                                        |

## Гости
Имение несколько раз посещали высокие гости. В 1826 году сюда прибыли императрица Мария Фёдоровна и великая княгиня Елена Павловна. Позднее на дачах отдыхали такие профессора как Михаил Николаевич Тихомиров, Алексей Петрович Павлов, Степан Петрович Шевырёв и прочие.
Известно, что С. П. Шевырё в подробно ознакомился со вторым томом «Мёртвых душ» Н. В. Гоголя в одной из подмосковных дач в 1851 году. То, что он это сделал в усадьбе Зенино, стало ясно позднее. Е. С. Смирнова-Чикина в отделе рукописей Российской государственной библиотеки Н. В. Гоголя нашла визитную карточку Шевырёва, в которой его же рукой сделана приписка с адресом: «Спасская застава у Покровского монастыря по Рязанскому шоссе, поворот налево 12-15 вёрст в село Троицкое и Кагулово». Скорее всего, Шевырёв слушал «Мёртвые души» именно на территории усадьбы Зенино, вероятно, в исполнении самого автора. Позднее по рукописной копии, снятой с оригинала С. П. Шевырёвым, были опубликованы некоторые главы второго тома «Мёртвых душ».

### Комментарии
1. ↑  Имение Троицкое, возникшее на рубеже XVII-XVIII веков, являлось собственностью Голицыных, а уже спустя время принадлежало графу П. А. Румянцеву, который переименовал его в Троицкое-Кайнарджи и включил ряд соседних владений, в том числе Карнеево (будущее Зенино).
2. ↑  Предпосылками для этого стали следующие события: в 1774 году Российская и Османская империи подписали Кючук-Кайнарджийский мир, по которому между двумя странами был провозглашён послевоенный мир. Для России эта война во многом была успешной благодаря разгрому турецких войск при Ларге и при Кагуле русской армией под командованием Петра Александровича Румянцева в 1770 году. За это полководец получил от императрицы Екатерины II высшие награды, в том числе фельдмаршальский жезл, шпага, лавровый венок и титул «Задунайский». Спустя время фельдмаршал Румянцев-Задунайский принял Екатерину II в своём имении Троицком. К приезду императрицы был построен дворцовый павильон в стиле турецкого замка. Екатерина II пожелала, чтобы он назывался Кайнарджи.